# Prinzersdorf
Prinzersdorf è un comune austriaco di 1 601 abitanti nel distretto di Sankt Pölten-Land, in Bassa Austria; ha lo status di comune mercato (Marktgemeinde). È stato istituito nel 1950 per scorporo dal comune di Gerersdorf.